# Немшка Вас-на-Блоках
Немшка Вас-на-Блоках (словен. Nemška vas na Blokah) — поселення в общині Блоке, Регіон Нотрансько-крашка, Словенія. Висота над рівнем моря: 724,63 м.

## Видатні уродженці
- Іван Чампа (1914—1942) — словенський поет і письменник.